# قائمة زملاء الجمعية الملكية المنتخبين في 1706
هذه الصفحة تعرض قائمة زملاء الجمعية الملكية المُنتخبين لعام 1706.

## الزملاء
- Charles Boyle, 4th Earl of Orrery [الإنجليزية]‏
- جان كريستوف فاتيو
- James Sherard [الإنجليزية]‏
- ويليام كاوبر، الإيرل الأول في عائلة كاوبر
- Robert Shippen [الإنجليزية]‏
- Samuel Garth [الإنجليزية]‏
- Gallucci [الإنجليزية]‏
- Humfrey Wanley [الإنجليزية]‏
- فرانسيس نيكلسون
- توماس سيفري
- Charles Townshend, 2nd Viscount Townshend [الإنجليزية]‏
- ويليم بايز
- Philip Bisse [الإنجليزية]‏
- Giovanni Maria Lancisi [الإنجليزية]‏